# Torneo Interbritannico 1982
Il Torneo Interbritannico 1982 fu l'ottantaseiesima edizione del torneo di calcio conteso tra le Home Nations dell'arcipelago britannico. La competizione fu vinta dall'Inghilterra. 

## Risultati
| Data             | Luogo   | Squadra 1        | Risultato | Squadra 2        |
| ---------------- | ------- | ---------------- | --------- | ---------------- |
| 23 febbraio 1982 | Londra  | Inghilterra      | 4 - 0     | Irlanda del Nord |
| 27 aprile 1982   | Cardiff | Galles           | 0 - 1     | Inghilterra      |
| 28 aprile 1982   | Belfast | Irlanda del Nord | 1 - 1     | Scozia           |
| 24 maggio 1982   | Glasgow | Scozia           | 1 - 0     | Galles           |
| 27 maggio 1982   | Wrexham | Galles           | 3 - 0     | Irlanda del Nord |
| 29 maggio 1982   | Glasgow | Scozia           | 0 - 1     | Inghilterra      |

## Classifica
| Pos | Squadra          | Pti | G | V | N | P | GF | GS |
| --- | ---------------- | --- | - | - | - | - | -- | -- |
| 1   | Inghilterra      | 6   | 3 | 3 | 0 | 0 | 6  | 0  |
| 2   | Scozia           | 3   | 3 | 1 | 1 | 1 | 3  | 3  |
| 3   | Galles           | 2   | 3 | 1 | 0 | 2 | 3  | 2  |
| 4   | Irlanda del Nord | 1   | 3 | 0 | 1 | 2 | 1  | 8  |

## Vincitore
| Campione 1982 Inghilterra |